# Jesse L. Martin
Jesse L. Martin (nacido como Jesse Lamont Watkins; 18 de enero de 1969) es un actor y cantante estadounidense conocido por su papel como el detective Joe West en la serie de TV, The Flash.

## Biografía

### Primeros años
Martin es el tercero de cinco hijos, nació en Rocky Mount, Virginia, localidad situada en las montañas Blue Ridge. Su padre, Jesse Reed Watkins (1943—2003), era un conductor de camión, y su madre, Virginia Price, una consejera universitaria, ambos se divorciaron cuando él era un niño, sin embargo, su madre volvió a casarse por lo que finalmente, Martin adoptó el apellido de su padrastro. Mientras Jesse estaba en la escuela primaria, la familia se trasladó a Buffalo, Nueva York, pero no todo salió bien al principio, Martin odiaba hablar a causa de su marcado acento sureño, pero poco a poco superó su timidez gracias a la ayuda de un profesor que le aconsejó ingresar a un programa de arte dramático después de la escuela. Su primer papel fue en una obra de teatro basada en el famoso cuento de los Hermanos Grimm, El ganso de oro tomando el papel del pastor y siendo de Virginia, Jesse logró sacar lo mejor de sí y parecer todo un predicador bautista oriundo del sur sacando a flote toda la personalidad del joven Martin.
Más tarde Jesse se matriculó en la secundaria Buffalo Academy for Visual and Performing Arts en donde en el último año salió escogido como el más talentoso de su clase, posteriormente se matriculó en el programa de teatro de la prestigiosa Tisch School of the Arts perteneciente a la Universidad de Nueva York.

### Carrera
Luego de graduarse Martin recorrió varios estados con la The Acting Company de John Houseman, haciendo apariciones en las obras Shakespeare's Rock-in-Roles en el Actors Theatre of Louisville y en The Butcher's Daughter en el The Cleveland Play House posteriormente regresó a Manhattan interpretando pequeños papeles en el teatro local, en comerciales y en soap opera, destacando en este último ámbito su participación en Guiding Light.

#### Teatro
Jesse debutó en Broadway en la obra Timón de Atenas, luego actuó en la satírica The Government Inspector junto a Lainie Kazan, pero fue durante su trabajo en el Moondance Diner, cuando conoció al dramaturgo Jonathan Larson, quien además fue colega suyo en el restaurante donde laboraba para solventar bien los gastos. Larson revivió en 1996 La bohème, obra de Giacomo Puccini adaptándolo a un musical llamado Rent, con Martin en el papel de Tom Collins, un profesor de informática friki y gay, la obra sorprendió al mundo del teatro y ganó numerosos premios.
Tiempo después en 2010, Martin regresó a los escenarios para uno de sus compromisos más grandes desde su trabajo en Law & Order, participando en las producciones de El mercader de Venecia en el papel de Gratiano y en El cuento de invierno dando vida al Rey Polixenes, todo esto como parte del Festival de Shakespeare en el parque organizado por el teatro público de Nueva York en el Teatro Delacorte de Central Park. Ambas obras fueron parte del repertorio, entre el 9 de junio del 2010 hasta finalizar el 1 de agosto de ese año. Jesse repitió el rol de Gratino cuando El mercader de Venecia fue trasladado a Broadway para ser exhibida en el Teatro Broadhurst en ocasiones limitadas. La obra tuvo su preestreno el 19 de octubre, inaugurándose oficialmente el 7 de noviembre, esta sufrió una pausa a partir del 9 de enero para dar cabida a compromisos previstos de Al Pacino, siendo reanudada 1 de febrero de 2011, luego de la pausa Jesse no retomó su papel por obligaciones programadas. En junio de 2012 Martin participó en Romeo y Julieta, hecha solo por una noche para celebrar el 50.º aniversario del Teatro Delacorte en Central Park.

#### Televisión
Martin logró conseguir un papel como parte del elenco principal de 413 Hope St., una serie de Fox que duró solo ocho episodios, también participó en la película independiente de Eric Bross, Restaurant, luego obtuvo un rol recurrente como el Dr. Greg Butters en Ally McBeal donde permaneció entre 1998 y 1999, poco después hizo aparición en un episodio de The X-Files.
Jesse oyó rumores de que el actor Benjamin Bratt planeaba dejar el elenco de Law & Order. Martin había hecho una audición años antes y logró un papel menor como un ladrón llamado Earl el hámster, aunque lo rechazó a la espera de un rol más importante. Viendo la oportunidad de presentarse, Martin se acercó al productor de Law & Order, Dick Wolf, quien al enterarse de que las cadenas CBS y Fox le ofrecían varias ofertas a Martin, le dio el papel sin la necesidad de hacer una audición. Jesse dio vida al detective Edward "Ed" Green y fue parte del elenco principal teniendo una breve pausa al final de la temporada 2004—2005 mientras filmaba la adaptación al cine de Rent en el que volvió a interpretar el papel de Tom Collins. Su último episodio en Law & Order se emitió 23 de abril de 2008, momento en que fue reemplazado por Anthony Anderson, Jesse volvió a la cadena NBC un año más tarde, como el coprotagonista de la serie The Philanthropist. 
El 14 de septiembre de 2012, Martin fue contratado como personaje recurrente en nueve episodios de la segunda temporada de Smash.
En enero de 2014 fue elegido para dar vida al detective Joe West y ser parte del elenco principal en The Flash.

## Filmografía

### Películas
| Año  | Título                                              | Rol                                                     | Notas                             |
| ---- | --------------------------------------------------- | ------------------------------------------------------- | --------------------------------- |
| 1998 | Restaurant                                          | Quincy                                                  | Filme independiente               |
| 1999 | Deep in My Heart (En lo más profundo de mi corazón) | Don Williams                                            | Telefilme                         |
| 2002 | Burning House of Love                               | Andre Anderson                                          | Cortometraje                      |
| 2003 | Season of Youth                                     | Roc Williams                                            |                                   |
| 2004 | A Christmas Carol                                   | Espíritu de las navidades presentes/Vendedor de boletos | Telefilme                         |
| 2005 | Rent                                                | Tom Collins                                             | Repite el papel hecho en Broadway |
| 2007 | The Cake Eaters                                     | Judd                                                    | Telefilme                         |
| 2007 | The C.O.R.P.S                                       | Stack Collins                                           | Cortometraje                      |
| 2008 | A Muppets Christmas: Letters to Santa               | Empleado de correos                                     | Cameo, telefilme                  |
| 2009 | Peter and Vandy                                     | Paul                                                    | Filme independiente               |
| 2009 | Buffalo Bushido                                     | Shawn                                                   |                                   |
| 2010 | F--K                                                | Jesse                                                   | Cortometraje                      |
| 2011 | Puncture                                            | Daryl King                                              |                                   |
| 2011 | Hallelujah                                          | Jared O'Neal                                            | Telefilme                         |
| 2012 | Joyful Noise                                        | Marcus Hill                                             |                                   |
| 2013 | Secret Lives of Husbands and Wives                  | Greg Cooke                                              | Telefilme                         |
| 2014 | Nebraska Horizon                                    | Sacerdote                                               |                                   |

### Series
| Año         | Título                            | Rol                         | Notas                         |
| ----------- | --------------------------------- | --------------------------- | ----------------------------- |
| 1995        | New York Undercover               | Mustafa Hawkins             | Temporada 1, episodio 20      |
| 1997 — 1998 | 413 Hope St.                      | Antonio Collins             | Elenco principal              |
| 1998        | New York Undercover               | Kaylen Foster               | Temporada 4, episodio 11      |
| 1998 — 1999 | Ally McBeal                       | Dr. Greg Butters            | Personaje recurrente          |
| 1999        | The X-Files                       | Josh Exley                  | Temporada 6, episodio 19      |
| 1999 — 2008 | Law & Order                       | Detective Edward "Ed" Green | Elenco principal              |
| 1999 — 2000 | Law & Order: Special Victims Unit | Detective Edward "Ed" Green | Temporada 1, episodios 3 y 15 |
| 2001        | Law & Order: Criminal Intent      | Detective Edward "Ed" Green | Temporada 1, episodio 7       |
| 2005        | Law & Order: Trial by Jury        | Detective Edward "Ed" Green | Temporada 1, episodio 8       |
| 2007        | Andy Barker, P.I.                 | Detective Edward "Ed" Green | Temporada 1, episodio 5       |
| 2009        | The Philanthropist                | Philip Maidstone            | Elenco principal              |
| 2013        | Smash                             | Scott Nichols               | Personaje recurrente          |
| 2014—2023   | The Flash                         | Joe West                    | Elenco principal              |
| 2017        | Supergirl                         | Joe West                    | Temporada 3, episodio 8       |
| 2023        | The Irrational                    | Professor Alec Mercer       | Elenco principal              |